# منزل فارسی
منزل فارسی (به عربی: منزل فارسی) یک شهرک در تونس است که در استان منستیر واقع شده‌است. منزل فارسی ۳٬۶۰۳ نفر جمعیت دارد.